# (21118) Hezimmermann
(21118) Hezimmermann – planetoida z pasa głównego asteroid okrążająca Słońce w ciągu 3 lat i 274 dni w średniej odległości 2,41 j.a. Została odkryta 24 września 1992 roku w Karl Schwarzschild Observatory w Tautenburgu przez Lutza Schmadela i Freimuta Börngena. Nazwa planetoidy pochodzi od Helmuta Zimmermanna (ur. 1926), dyrektora Obserwatorium Uniwersytetu w Jenie w latach 1969-1978. Przed nadaniem nazwy planetoida nosiła oznaczenie tymczasowe (21118) 1992 SB17.